# Anastomyza deleta
Anastomyza deleta är en tvåvingeart som beskrevs av Edwards och Malloch 1933. Anastomyza deleta ingår i släktet Anastomyza och familjen myllflugor. Inga underarter finns listade i Catalogue of Life.